# 登內什蒂鄉 (戈爾日縣)
44°58′N 23°20′E / 44.967°N 23.333°E
登內什蒂鄉（羅馬尼亞語：Comuna Dănești, Gorj），是羅馬尼亞的鄉份，位於該國西南部，由戈爾日縣負責管轄，面積87平方公里，海拔高度266米，2007年人口3,696，人口密度每平方公里42人。